# Lee Myung-soo
Lee Myung-soo (in coreano: 이 명수; 10 luglio 1957) è un ex sollevatore sudcoreano che ha gareggiato nelle categorie dei pesi gallo (fino a 56 kg.) e dei pesi piuma (fino a 60 kg.).

## Carriera
Lee Myung-soo nel 1978 vinse la medaglia d'argento ai Giochi Asiatici di Bangkok nella categoria dei pesi gallo.
Prese parte alle Olimpiadi di Los Angeles 1984 nella categoria dei pesi piuma, concludendo la gara al 6º posto finale con 267,5 kg. nel totale.
Nel 1986 tornò nuovamente sul podio ai Giochi Asiatici di Seul, vincendo la medaglia di bronzo dietro al cinese Lai Runming (oro) ed al giapponese Yosuke Muraki-Iwata (argento).